# عمارة مملوكية
مثلّت العمارة المملوكية ازدهاراً للفن الإسلامي في عهد السلطنة المملوكية (1250-1517)، كانت أكثر بروزاً في القاهرة خلال العصور الوسطى. أوجدت الحماسة الدينية رعاة كرماء للعمارة والفن. حيث ازدهرت التجارة والزراعة في ظل حكم المملاليك وأصبحت القاهرة، عاصمتهم، من أغنى مدن الشرق الأدنى ومركزاً للنشاط الفني والفكري. وكما وصفها ابن خلدون بكلماته، «القاهرة حضرة الدنيا وبستان العالم»، بوجود القباب الفخمة والساحات والمآذن الشاهقة المنتشرة في جميع أنحاء المدينة.

## تاريخها
ينقسم تاريخ المماليك إلى فترتين بناءً على حكام من سلالات مختلفة: فترة المماليك البحرية (1250–1382) وأصلهم من قفجاق جنوب روسيا وأخذوا تسميتهم من موقع ثكناتهم على النيل وفترة المماليك البرجية (1382-1517) شراكسة الأصل، الذين سكنوا أبراج القلعة.
حددت فترة المماليك البحرية الفن والعمارة للحقبة المملوكية بأكملها. كانت الفنون الزخرفية المملوكية - وخاصة الزجاج المذهب المطلي بالمينا والأشغال المعدنية المطعمة والأعمال الخشبية والمنسوجات - ثمينة في جميع أنحاء البحر المتوسط وكذلك في أوروبا، مما كان له أثر بالغ على الإنتاج المحلي. ويعتبر تأثير الأواني الزجاجية المملوكية على صناعة الزجاج البندقي أحد الأمثلة على ذلك.

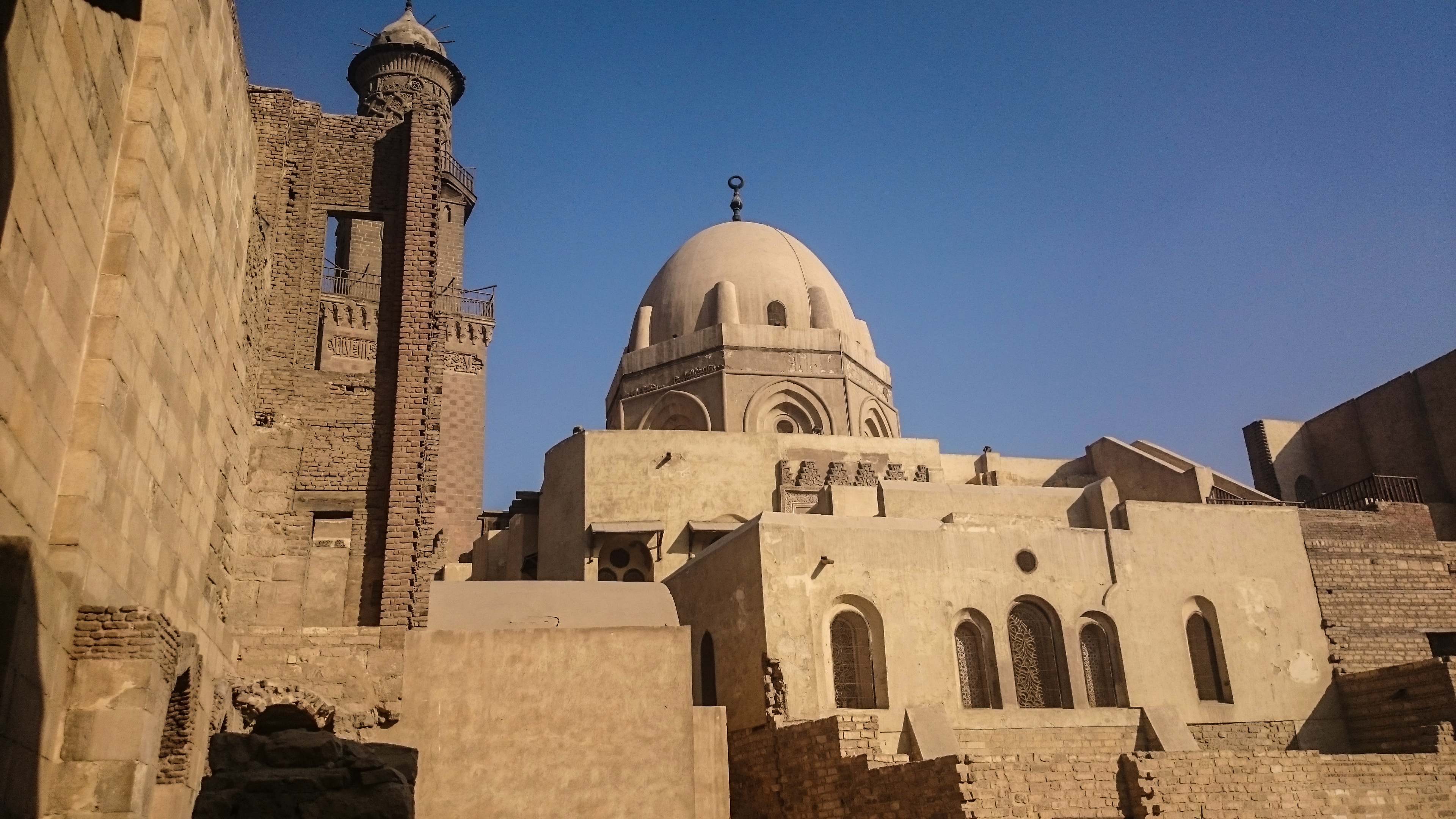
داخل مجمع قلاوون بالقاهرة أحد أهم معالم العمارة المملوكية

بدأ عهد حليف بيبرس وخليفته، المنصور قلاوون (حكم من 1280 إلى 90)، برعاية المؤسسات العامة والدينية التي شملت المدارس الدينية والأضرحة والمآذن والمستشفيات. لم تضمن مثل هذه المجمعات الموهوبة بقاء ثروة المستفيد فحسب، بل خلدت أيضاً اسمه، وكلاهما كان معرضاً للخطر بسبب المشاكل القانونية المتعلقة بالميراث ومصادرة ثروات الأسرة. وإلى جانب مجمع قلاوون، كان هناك تكليفات مهمة أخرى لسلاطين المماليك البحريين تشمل تلك الخاصة بالناصر محمد (1295-1304) بالإضافة إلى المجموعة السلطان حسن الضخمة والفخمة (التي بدأ بنائها في 1356).[بحاجة لمصدر]
اتبع سلاطين المماليك البرجية الأساليب الفنية التي أسسها أسلافهم من البحرية. كانت المنسوجات والسجاد المملوكي ذات قيمة عالية في التجارة الدولية. وبالنسبة للهندسة المعمارية، استمر تفضيل المؤسسات العامة والدينية الموهوبة. تضمنت التكليفات الرئيسية في أوائل فترة البرجيين في مصر المجمعات التي بناها برقوق (حكم من 1382 إلى 1412) وفرج (حكم من 1399 إلى 1412) ومؤيد شيخ (حكم من 1412 إلى 1421) وبرسباي (حكم في 1422) –38).[بحاجة لمصدر]
في ولايات شرق البحر الأبيض المتوسط، ساعدت تجارة المنسوجات المربحة بين فارس وأوروبا على إنعاش الاقتصاد. كما كان النشاط التجاري للحجاج في طريقهم إلى مكة المكرمة والمدينة المنورة أمراً مهماً أيضاً. فأقيمت مخازن كبيرة مثل خان القاضي (1441)، لتلبية الزيادة في التجارة. وشملت المؤسسات العامة الأخرى في المنطقة جوامع أقبغا الأطروشي (في حلب، 1399-1410) وصابون (دمشق، 1464) بالإضافة إلى المدرسة الجقمقية (دمشق، 1421).[بحاجة لمصدر]
في النصف الثاني من القرن الخامس عشر، ازدهرت الفنون تحت رعاية قايتباي (1468- 1496)، أعظم سلاطين المماليك اللاحقين. وخلال فترة حكمه، أُصلحّت مقامات مكة والمدينة على نطاق واسع.
زودّت المدن الكبرى بالمباني التجارية والمؤسسات الدينية والجسور. تعد مجموعة قايتباي في الجبانة الشمالية بالقاهرة (1472 - 1474) أشهر وأبدع المباني في هذه الفترة.
استمرت العمارة حتى في حكم آخر سلطان مملوكي، الأشرف قنصوه الغوري (حكم من 1501 إلى 1717)، الذي دشنّ مجموعته الخاصة بين (1503-155). ومع ذلك، عكست أساليب البناء السياسة المالية العامة للدولة.
في 1517، أدى الفتح العثماني لمصر إلى إنهاء حكم المماليك رسمياً، على الرغم من استمرار المماليك أنفسهم في لعب دور بارز في السياسة المحلية. وبالنسبة للهندسة المعمارية، شُيدّت بعض الأبنية الجديدة لاحقاً على الطراز المعماري العثماني التقليدي. من أمثلة ذلك مسجد سليمان باشا عام 1528. ومع ذلك، كانت لا تزال العديد من المباني الجديدة تُبنى على الطراز المملوكي حتى القرن الثامن عشر (مثل سبيل وكتاب عبد الرحمن كتخدا) وإن كانت مع بعض العناصر المستعارة من العمارة العثمانية وعلى نقيض ذلك، فإن المباني الجديدة التي شُيِّدت على الطراز العثماني العام غالباً ما استعارت تفاصيل زخرفية من العمارة المملوكية. تشمل التغييرات في العمارة العثمانية في مصر إدخال مآذن على شكل القلم الرصاص من العثمانيين والمساجد ذات القباب التي هيمنت على المساجد ذات الأعمدة في العصر المملوكي.
في أواخر القرن التاسع عشر وأوائل القرن العشرين، بُنيّت بعض المباني على الطراز «المملوكي الجديد»، الذي حاكى أشكال وزخارف العمارة المملوكية ولكنه كيفها مع العمارة الحديثة. ويعتبر مسجد الرفاعي (اكتمل بناؤه في 1912) مثالاً بارزاً على هذا الطراز.

## المساهمون
تنبع الهوية المعمارية للآثار الدينية الإسلامية في العصر المملوكي من الهدف الرئيسي المتمثل في إقامة الأفراد مآثرهم الخاصة، وبالتالي إضافة درجة عالية من التفرد. يعكس كل مبنى الأذواق الفردية وخيارات واسم صاحب البناء. تُصنّف العمارة الإسلامية المملوكية في كثير من الأحيان حسب عهود السلطان الهام، أكثر من تصنيفها حسب تصميم معين. وغالباً ما كانت النخبة الحاكمة أكثر دراية بفن العمارة من العديد من المؤرخين.
نظرًا لأن الحكام كانوا يتمتعون بالثروة والسلطة، فإن النسب المعتدلة الإجمالية للعمارة المملوكية - مقارنة بالطراز التيموري أو العثماني التقليدي - ترجع إلى القرارات الفردية للمساهمين الذين فضلوا التكفل بمشاريع متعددة. فضل بناة مساجد بيبرس والناصر محمد والناصر فرج والمؤيد وبرسباي وقايتباي والأشرف قنصوه الغوري جميعاً بناء عدة مساجد في العاصمة بدلاً من التركيز على بناء أثر تذكاري ضخم.

## دور الرعاية المعمارية
اشتهر سلاطين وأمراء المماليك برعايتهم الحماسية للفن والعمارة وتشجيع الحرفيين والصناع المهرة من وادي النيل بأكمله. تضمنت المشاريع التي كانت تحت حكمهم ضريحاً واحداً أو مبنى خيرياً صغيراً (مثل نافورة مياه شرب عامة)، بينما شملت مجمعاتهم المعمارية الكبيرة عادةً العديد من الوظائف في مبنى واحد أو أكثر. يمكن أن تشمل هذه المباني أعمال خيرية وخدمات اجتماعية، مثل مسجد، خانقاه، مدرسة، بيمارستان (مستشفى)، كُتَّاب (ما يُقابل المدرسة الإبتدائية)، سبيل (لتوزيع المياه على السكان المحليين) أو حوض (لشرب للحيوانات)؛ أو لأجل الوظائف التجارية، مثل وكالة/خان (نزل لإيواء التجار وبضائعهم) أو ربع (مجمع سكني للمستأجرين القاهريين).
كانت هذه المباني ومؤسساتها مصونة بموجب اتفاقيات الوقف والتي منحتها وضع الأوقاف أو الصناديق الخيرية التي لا يمكن التصرف فيها قانوناً بموجب الشريعة الإسلامية. سمح ذلك بتأكيد إرث السلطان من خلال مشاريعه المعمارية وكان قبره - وربما قبور عائلته - يوضع عادة في ضريح ملحق بمجمعه الديني. وبما أن الأعمال الخيرية هي إحدى الركائز الأساسية للإسلام، فقد أظهرت هذه المشاريع الخيرية علانية تقوى السلطان، في حين ربطت المدارس الدينية على وجه الخصوص أيضاً النخبة المماليك الحاكمة بالعلماء ورجال الدين الذين عملوا حتماً كوسطاء مع العامة. ساعدت مثل هذه المشاريع على إضفاء الشرعية على سلاطين المماليك (الحكام)، الذين عاشوا في معتزل عن العامة وكانوا من العجم، من الرقيق (كان المماليك قد اُشتروا وجُلبوا كرقيق صغار ثم تحرروا للخدمة في الجيش أو الحكومة). عززت بناياتهم الخيرية دورهم الرمزي كحماة أتقياء للإسلام السني المستقيم ورعاة للطرق الصوفية وأضرحة الأولياء المحلية.
بالإضافة إلى ذلك، فإن أحكام الأوقاف الورعة قدمت أيضاً دوراً لضمان مستقبل مالي لأسرة السلطان بعد وفاته، حيث لم تكن السلطنة المملوكية بالوراثة ولم ينجح أبناء السلطان إلا نادراً في تولي الحكم بعد وفاته ونادراً لفترة طويلة. يمكن لعائلة السلطان وأحفاده الاستفادة من خلال الاحتفاظ بالسيطرة على مؤسسات الوقف المختلفة التي بناها والاحتفاظ قانوناً بجزء من عائدات تلك المؤسسات كدخل معفى من الضرائب والتي لا يمكن من الناحية النظرية، أن تلغيها الأنظمة من السلاطين اللاحقين. على هذا النحو، فإن حماسة البناء لدى حكام المماليك كانت مدفوعة أيضاً بفوائد نفعية حقيقية للغاية، كما أقرها بعض المراقبين المعاصرين أمثال ابن خلدون.

## خصائصها

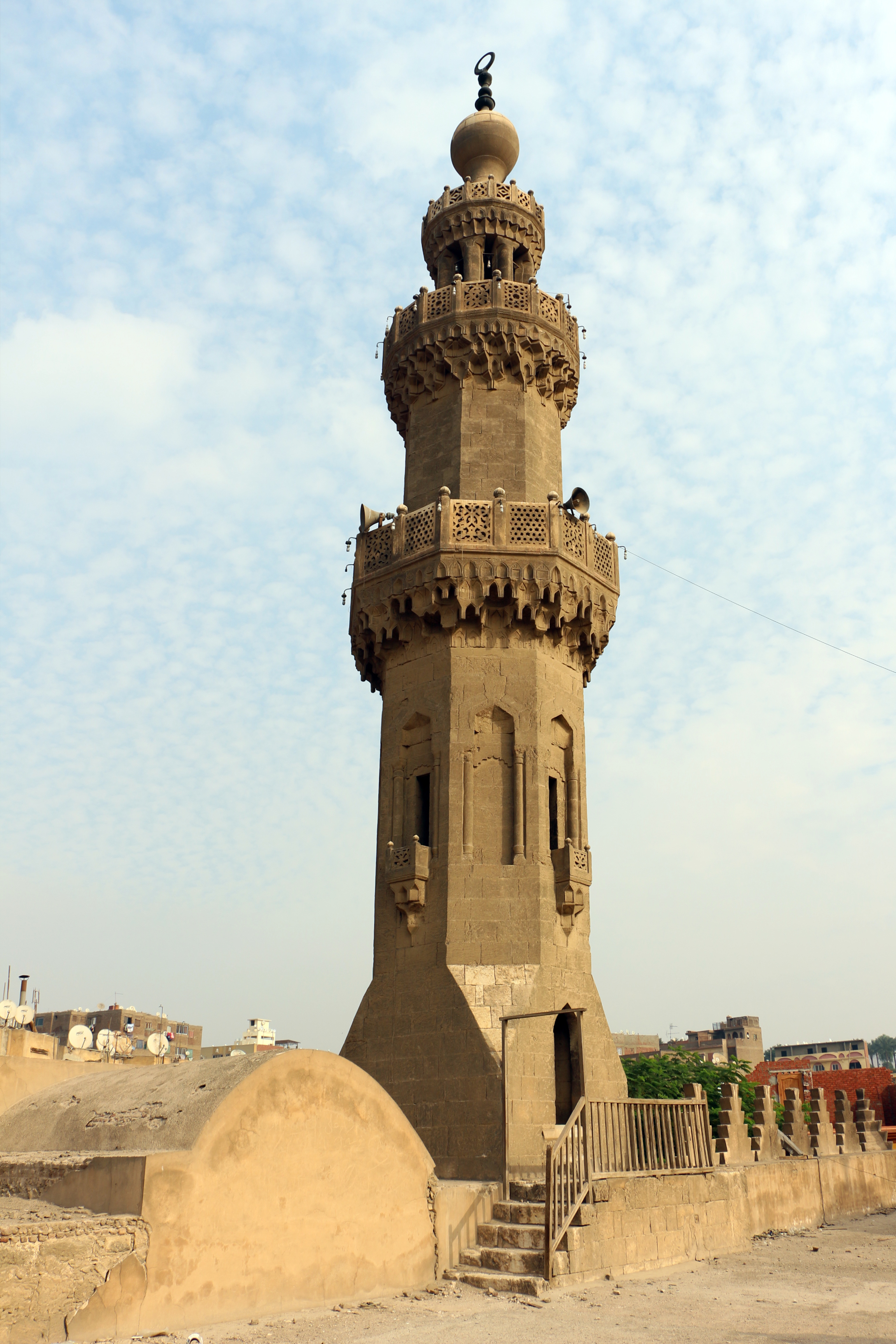
مئذنة مسجد الطنبغا المارداني في القاهرة، مصر

في حين تنوع نظام الآثار المملوكية، كانت القبة الضريحية والمئذنة من الأفكار المهيمنة المستمرة. هذه الصفات هي سمات بارزة لمظهر المسجد المملوكي وكانت لها أهميتها في تجميل أفق المدينة. وفي القاهرة، كانت قبة الضريح والمئذنة موضع تقدير كرمز تذكاري وللعبادة.
استخدم الرعاة هذه السمات المرئية للتعبير عن فرديتهم من خلال تزيين كل قبة ومئذنة بأنماط مميزة. تراوحت هذه الأنماط المنحوتة على القباب من الأضلاع والتعرجات إلى تصاميم النجوم الزهرية والهندسية. تعكس قبة الضريح لأيتمش البجاسي والقباب الضريحية لأبناء قايتباي تنوع وتفاصيل العمارة المملوكية. وقد برز بفاعلية إبداع بناة المماليك بهذه الأفكار المهيمنة.[بحاجة لمصدر]
انطلاقاً من تطوير الخلافة الفاطمية لواجهات المساجد المكيفة مع الشوارع، طور المماليك هندستهم لتعزيز آفاق الشوارع. بالإضافة إلى ذلك، شُكلّت مفاهيم جمالية وحلول معمارية جديدة لتعكس دورها المفترض تاريخياً. وبحلول 1285، رُسخّت السمات الأساسية للعمارة المملوكية في مجمع السلطان قلاوان. ومع ذلك، فقد استغرق المماليك ثلاثة عقود لإنشاء عمارة عصرية وفريدة. استخدم المماليك في مبانيهم تأثيرات الجلاء والقتمة والإضاءة الخافتة.[بحاجة لمصدر]

## كتب
- Behrens-Abouseif، Doris (2008). Cairo of the Mamluks : A History of Architecture and Its Culture. New York: Macmillan.
- Bloom، Jonathan M.؛ Blair، Sheila (1995). The art and architecture of Islam 1250-1800. Yale University Press. ISBN:978-0-300-06465-0.
- Bloom، Jonathan M.؛ Blair، Sheila (2009). The Grove encyclopedia of Islamic art and architecture. Oxford University Press. ج. II. ص. 152.
- Raymond، André (1993). Le Caire. Fayard.